# 贝恩卡斯特尔-库斯
贝恩卡斯特尔-库斯（發音：[ˌbɛʁnkastl̩ˈkuːs] ⓘ）是德国莱茵兰-普法尔茨州贝恩卡斯特尔-维特利希县的城市，面积23.71平方千米，2023年12月31日人口为7,205人。